# City of Sunderland
Sunderland is een district  met de officiële titel van city, in het graafschap Tyne and Wear en telt 277.000 inwoners. De oppervlakte bedraagt 137 km². Hoofdplaats is Sunderland.
Van de bevolking is 15,6% ouder dan 65 jaar. De werkloosheid bedraagt 4,8% van de beroepsbevolking (cijfers volkstelling 2001).

## Plaatsen in district City of Sunderland
- Houghton-le-Spring
- Sunderland
- Washington

## Civil parishesin district Sunderland
- Burdon
- Hetton
- Warden Law